# Abram Moiseevič Deborin
Abram Moiseevič Deborin, in russo Абрам Моисеевич Деборин? (Kaunas, 16 giugno 1881 – Mosca, 8 marzo 1963), è stato un filosofo russo.
Arrestato per varie volte, studiò filosofia in Svizzera. Nel 1908 tornò in patria e fu menscevico fino al 1917. Nel 1928 divenne bolscevico. Deborin riteneva che la dialettica marxista dovesse guidare ad un'indagine della società e della natura e che la scienza avesse bisogno della filosofia dialettica per poter fare passi in avanti. A causa del suo pensiero, detto menscevizzante, Deborin fu pubblicamente avversato dalla filosofa russa Ljubov' Aksel'rod e da Stalin nel 1931.